# Arenaria alfacarensis
Arenaria alfacarensis là loài thực vật có hoa thuộc họ Cẩm chướng. Loài này được Pamp. mô tả khoa học đầu tiên năm 1915.